# ريكي جيرفيه
ريكي دين جيرفيه (Ricky Dene Gervais) (/dʒərˈveɪz/؛ وُلد في 25 يونيو 1961) كوميديان إنجليزي، وممثل، ومخرج ومنتج وموسيقي وكاتب ومقدم إذاعي سابق.
حقق جيرفيه شهرةً واسعة من خلال السلسلة التلفزيونية المكتب والسلسلة اللاحقة الإضافات، حيث شارك في كتابة وإخراج كل من السلسلتين مع ستيفين ميرشنت. بالإضافة إلى كتابة وإخراج الأعمال الفنية، جسد جيرفيه دور البطولة ديفيد برينت في سلسلة المكتب ودور أندي ميلمان في سلسلة الإضافات. بدأ أيضًا في أخذ أدوار في أفلام هوليود، شبح المدينة واختراع الكذب. قام بتأدية عروض ستاند أب كوميدي في أربع جولات دعائية، وكتب سلسلة الكتب الأكثر مبيعًا فلانيمالز بدءًا بالتاجر كارل بلكنغتون في سلسلة كانت من أكثر البرامج تنزيلًا من الإنترنت في العالم في مارس 2009، برنامج ريكي جيرفيه.
فاز جريفاس بسبع جوائز الأوسكار السينمائي البريطاني (BAFTA Awards)، وخمس جوائز جوائز الكوميديا البريطانية (British Comedy Awards)، وثلاث جواز جولن جلوب (Golden Globe Awards)، وجائزتي إيمي (Emmy Awards)، وجائزة عام 2006 روز الذهبية، بالإضافة لترشيحه لجائزة نقابة ممثلي الشاشة. وفي عام 2007 تم التصويت لصالحه وأحرز المرتبة 11 في القناة الرابعة، ضمن 100 مؤدي ستاند أب ومرة أخرى في قائمة 2010 حصل على المرتبة الثالثة ضمن أعظم مؤدين ستاند أب. وفي 2010 تم تسميته في مجلة التايم ضمن قائمة المائة الأكثر تأثيرًا في العالم.
وفي 2010 أيضًا أصبح جريفاس أول بريطاني يتسلم جائزة الجولدن جلوب منذ 14 عامًا والتي تسلمها أيضًا في 2011 ومرة أخرى في 2012.

## الأعمال
- غراند ثفت أوتو 4
- اختراع الكذب

### مقابلات
- مجلة التايم (2008). رجل النهضة: ريكي جرفاس جويل ستاين
- الإنديبندنت. (2005). ريكي جيرفيه: حياتي كنجم خالص النسخة الإليكترونية أحبار وسائل الإعلام المستقلة: المملكة المتحدة
- مجلة الجارديان. (2005). «المجيء الثاني» شركة جارديان اغير المحدودة © شركة الجارديان للأخبار والإعلام المحدودة 2007: المملكة المتحدة

### قائمة المصادر
- Heatley، Michael (2006). Ricky Gervais — The Story So Far... Michael O'Mara Books. ISBN:1-84317-219-4.

## وصلات خارجية
- ريكي جيرفيه على موقع IMDb (الإنجليزية)
- ريكي جيرفيه على موقع ميتاكريتيك (الإنجليزية)
- ريكي جيرفيه على موقع الموسوعة البريطانية (الإنجليزية)
- ريكي جيرفيه على موقع روتن توميتوز (الإنجليزية)
- ريكي جيرفيه على موقع مونزينجر (الألمانية)
- ريكي جيرفيه على موقع ألو سيني (الفرنسية)
- ريكي جيرفيه على موقع ميوزك برينز (الإنجليزية)
- ريكي جيرفيه على موقع أول موفي (الإنجليزية)
- ريكي جيرفيه على موقع بوكس أوفيس موجو (الإنجليزية)
- ريكي جيرفيه على موقع قاعدة بيانات الأفلام السويدية (السويدية)
- ريكي جيرفيه على موقع Charlie Rose
- Ricky Gervais at the Oxonian Society فيديو
- Behind the scenes of The Office on BBC
- Ricky Gervais's video interview on Big Think
- Video interview & acceptance speech of Ricky Gervais winning Sir Peter Ustinov Award for Comedy @ Banff World TV Festival 2010

أخبار مُجمّعة وتعليقات عن ريكي جيرفيه في موقع صحيفة نيويورك تايمز.